# 風間神社
風間神社（かざまじんじゃ）は、長野県長野市風間にある神社。
式内社に比定される。

## 概要
長野駅から南東約3kmほど、県道からやや入った住宅地に鎮座する。
860年（貞観2年）「飄別神に叙位」との記述がある。979年（天元2年）には諏訪氏の庶流・矢島忠直が庄司として派遣され風間姓を名乗り、これが各地の風間氏の発祥となっている。
神社に伝わる「太々神楽獅子舞」は1822年（文政5年）から続く、歌詞がなく太刀を持つ雄獅子であり、1998年（平成10年）に長野市選択無形民俗文化財に選択されている。

## 歴史
- 596年（推古天皇5年）8月 - 日本書紀に記述が見える。
- 860年（貞観2年）2月 - 日本三代実録に記述が見える。
- 979年（天元2年） - 諏訪氏の庶流・矢島忠直が庄司として派遣され、風間氏を名乗る。
- 1697年（元禄10年） - 諏訪社から風間大明神に改称[2]。
- 1822年（文政5年9月） - 神祇管領長吉田家により風間神社と改称。
- 1998年（平成10年）8月1日 - 「風間神社太々神楽獅子舞」が長野市選択無形民俗文化財に選択される。

## 交通
- JR・長野電鉄長野駅からアルピコ交通（川中島バス）46系統に乗車、「風間」下車徒歩2分

## 周辺
- 西風間公民館
- 長野市役所 大豆島支所
- 長野市立大豆島小学校